# Жебручий орден
Жебру́чий о́рден — релігійний орден, який цілком залежить від милостині людей на засоби існування. Такі ордени не мають будь-якої власності, ні приватної, ні суспільної, та приймають обітницю бідності з метою присвятити всю свою енергію та час релігійній роботі.

## Християнські жебручі ордени
Християнські жебручі ордени проповідують Євангеліє та допомагають бідним. Обидва головні ордени, засновані святим Домініком і святим Франциском, створено для боротьби з катарською єрессю (у південній Франції та північній Італії, відповідно), пропонуючи служіння Господу всередині суспільства. Вони зуміли здобути значну підтримку як від звичайних містян, так і від аристократів. Метою їх місіонерської діяльності швидко стали міста, де парафії вже не давали раду темпам зростання населення. У більшості міст середньовічної Західної Європи, незалежно від розміру, діяли представники одного чи кількох жебручих орденів.
У середні віки першими жебручими орденами братів у Церкві були:
- Францисканці (молодші брати, мінорити; сірі брати), засновано 1209;
- Кармеліти (Відлюдники Пресвятої Діви Марії Кармельської; білі брати), засновано 1206-1214;
- Домініканці (Орден Проповідників; чорні брати), засновано 1215;
- Августинці (Відлюдники св. Августина), засновано 1256.

Другий Ліонський собор (1274) визнав ці ордени «великими» жебручими орденами та заборонив багато інших. Тридентський собор (1545—1563) звільнив їх від обітниці бідності, знявши обмеження на володіння власністю. Після цього всі члени орденів, окрім Францисканців і Капуцинів, могли володіти власністю колективно як чернецтво.
Серед інших орденів можна виділити:
- Тринітарії (Орден Пресвятої Трійці), засновано 1193;
- Мерседарії (Орден Святої Діви Марії Милосердної), засновано 1218;
- Сервіти (Орден служителів Марії), засновано 1233
- Мініми (Відлюдники Св. Франциска з Паоли), засновано 1435;
- Капуцини (Орден молодших братів-капуцинів), засновано 1525.

## Вигадані жебручі ордени
У «Пісні льоду й полум'я» жебручим орденом є Орден Бідарів більше відомий як «Горобці»